# Кошо (ера)
Кошо (康正) је јапанска ера (ненко) која је настала после Кјотоку и пре Чороку ере. Временски је трајала од јула 1455. до септембра 1457. године и припадала је Муромачи периоду. Владајући монарх био је цар Го Ханазоно.

## Важнији догађаји Кошо ере
- 1456. (Кошо 2, трећи месец): Ашикага Јошимаса посећује храм Ивашимизу у пратњи свих својих званичника у влади.[3]
- 1456. (Кошо 2, осми месец): У 85 години живота умире Садафуса, отац цара Го Ханазоноа.[3]